# 생타드레스의 테라스
생타드레스의 테라스(프랑스어: Terrasse à Sainte-Adresse) 또는 생타드레스의 정원(영어: The Garden at Sainte-Adresse)은 프랑스 인상파 화가 클로드 모네의 1867년 작품이다. 가로 129.9cm, 세로 98.1cm에 달하며 캔버스에 유채로 그려졌다.
1879년 4월 10일부터 5월 11일까지 프랑스 파리에서 열린 제4회 인상파 전시회에 《제157번 생타드레스의 정원》 (No. 157 Jardin à Sainte-Adresse)라는 제목으로 처음 전시되었다. 1967년 12월 크리스티 경매에서 메트로폴리탄 미술관이 매입하였으며 현재까지 소장되어 있다.

## 역사
1867년 모네는 프랑스 르아브르 인근의 영국 해협을 마주보는 휴양 도시 생타드레스에서 여름을 보냈다. 지평선 너머 옹플뢰르 시가 보이는 정원에서 그림을 그렸으며, 관습적이면서도 매끄럽게 드러낸 영역과 빠르면서도 확고한 붓놀림의 반짝이는 흐름, 그리고 순수한 색상의 반점들을 한 데 어우러지게 묘사하였다.
작품 속 모델의 경우 전경에 위치한 사람이 모네의 아버지 아돌프이고, 울타리에 선 사람이 모네 사촌의 아내 잔 마르그리트 르카르드와 그 아버지 아돌프, 그리고 등 돌려 앉은 여성은 여동생 소피인 것으로 추정된다. 소재 자체는 풍요로운 가정생활을 채택하고 있으나 그렇다고 가족 초상화로 그려진 작품은 아니다. 그해 여름 모네와 아버지는 사이가 좋지 않았는데, 당시 모네가 교제하던 카미유 동시외 (Camille Doncieux)와의 연애를 가족들이 반대했기 때문이었다.
한편 시점을 높게 잡고 수평 영역의 비중도 상대적으로 균일하게 설정하여 그림의 평면성을 강조한 작품이기도 하다. 그림 전반에 걸친 3개의 수평 영역은 특정 공간을 형상하지 않고 화면과 평행하게 솟아오른 것처럼 보인다. 그림 표면으로부터 비롯된 2차원성과 환상주의의 만남으로 자아낸 미묘한 긴장감은 모네의 그림에서 드러나는 주요 특징으로 평가된다.

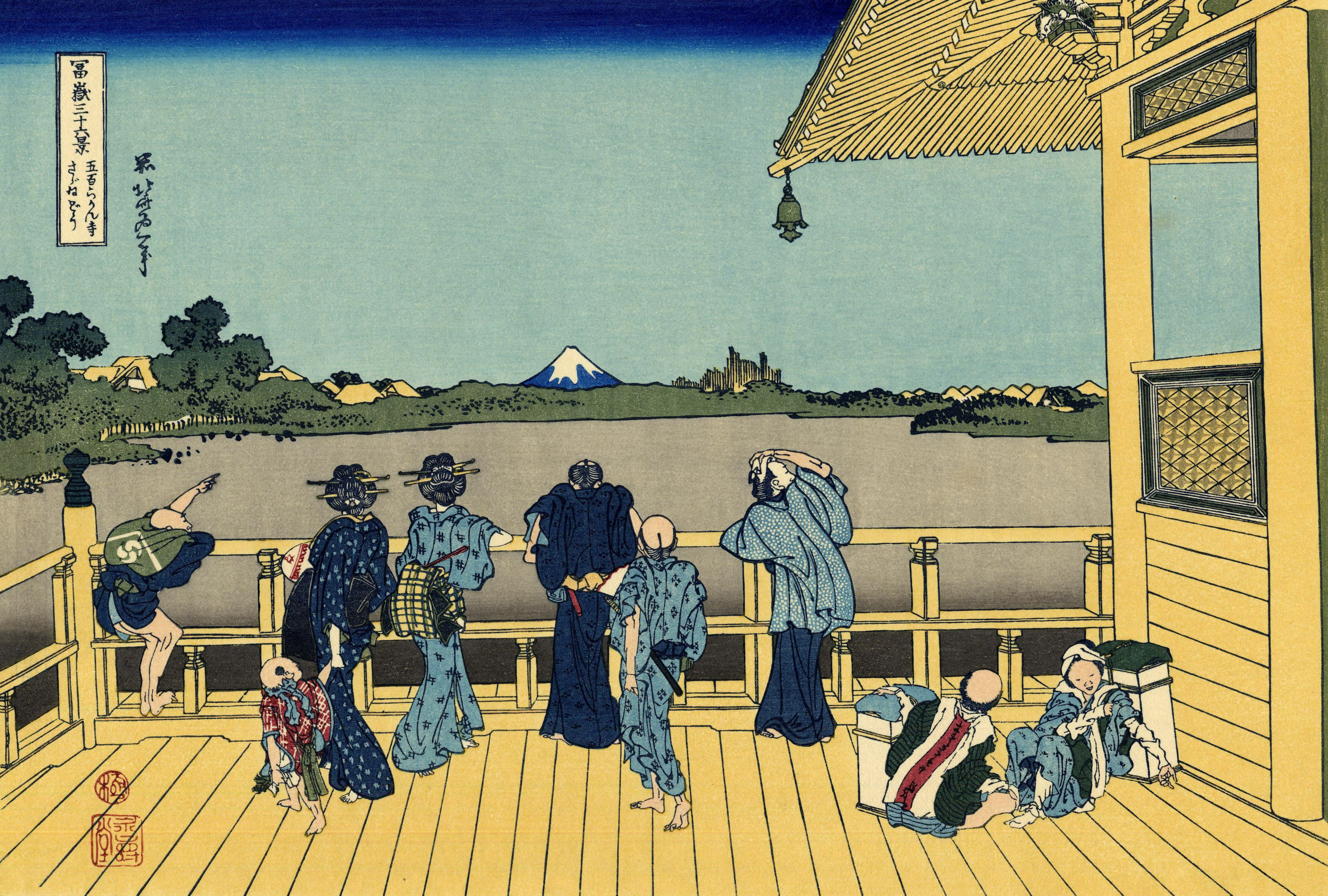
일본 에도 시대 풍속화가 가쓰시카 호쿠사이의 《후가쿠 36경》 제36번화 〈고햐쿠라칸지의 사자이도〉 (五百らかん寺さざゐどう)

모네는 편지에서 이 작품을 "국기가 내걸린 중국회화"라고 소개했다. 모네의 친구였던 오귀스트 르누아르 역시 이 작품을 '일본화'라고 불렀다. 이는 평평한 수평구도가 일본의 채색 목판화를 연상시켰기 때문이다. 당시 프랑스 화가들 사이에서는 일본산 우키요에가 유행하고 있었는데, 모네 본인은 물론 마네, 르누아르, 휘슬러 등이 우키요에를 열렬히 수집했던 것으로 알려져 있다. 그 중에서도 이 작품에 가장 큰 영감을 준 것으로 보이는 일본 화가 가쓰시카 호쿠사이의 판화 〈고햐쿠라칸지의 사자이도〉 (1830년)은 프랑스 지베르니의 모네 생가 박물관에 현재까지도 소장되어 있다.
현재 미국 뉴욕 메트로폴리탄 미술관에 소장되어 있으며, 1967년 메트로폴리탄 박물관 친우회에서 특별기부금을 조달받아 구입하였다.

## 같이 보기
- 클로드 모네의 작품 목록